# Малоциклова втома

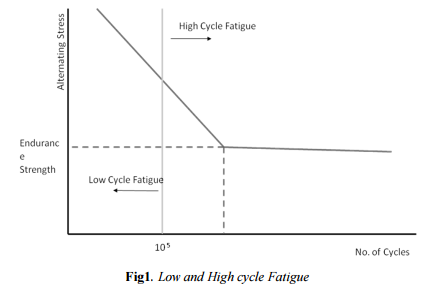
Крива втоми з розмежуванням зон малоциклової й багатоциклової втоми при 10^{5} циклів навантажування

Малоци́клова вто́ма (англ. low-cycle fatigue; LCF) — втома матеріалу, за якої втомне пошкоджування та руйнування відбуваються в основному під час пружнопластичного деформування.

## Основні поняття
В багатьох інженерних конструкціях спостерігається руйнування після відносно незначної кількості циклів навантажування, що нараховує декілька тисяч повторень. Руйнування після малої кількості циклів навантажування від так званої малоциклової втоми, як правило, відбувається за значної (близько 1%) пластичної циклічної деформації в макрооб'ємах розглядуваного елементу конструкції.
Межа між мало- і багатоцикловою втомою є умовною і визначаються головним чином мірою непружності матеріалу в циклі навантажування
і пластичністю матеріалу. Для високопластичних сплавів перехідна зона мало— і багатоцикловою втомою зміщується в бік більших циклічних довговічностей, для крихких — у бік менших.

## Особливості досліджень
Розрахунки елементів конструкцій на малоциклову втому базуються на експериментальних даних вивчення закономірностей опору деформуванню і руйнуванню за циклічного пружнопластичного деформування, а також дослідженнях кінетики неоднорідного напружено-деформованого стану і накопичення ушкоджень в зонах концентрацій напружень — місцях ймовірного руйнування.
Опір матеріалів циклічному пружно-пластичному деформуванню звичайно вивчають за однорідного напруженого стану, використовуючи два основних види навантажування. В одному випадку під час циклічного деформування сталою зберігається амплітуда напружень, у іншому — амплітуда деформації. Ці види, відповідно, називають м'яким і жорстким навантажуванням.

## Види руйнування
Опір руйнуванню за циклічного деформування матеріалу суттєво залежить від характеру навантаження (м'яке і жорстке) і циклічних деформаційних властивостей цього матеріалу.
За м'якого навантажування циклічно знеміцнювальних матеріалів накопичуються пластичні деформації, які можуть привести до двох типів руйнування — квазістатичного і втомного. Квазістатичне пов'язане зі збільшенням залишкових деформацій до рівня, який відповідає руйнуванню при одноразовому статичному навантаженні. Руйнування втомного характеру пов'язане з накопиченням пошкоджень, утворенням тріщин при суттєво меншій пластичній деформації. Можливі і проміжні форми руйнування, коли утворюються тріщини втоми на фоні помітних пластичних деформацій.